# Rychówko
Rychówko (deutsch Klein Reichow) ist ein Dorf in der polnischen Woiwodschaft Westpommern und gehört zur Landgemeinde Białogard (Belgard) im Powiat Białogardzki.

## Geographische Lage
Rychówko liegt zehn Kilometer südwestlich von Białogard und ist auf einer Nebenstraße über Stanomino zu erreichen. Bis 1945 war Groß Reichow die nächste Bahnstation an der Kleinbahnlinie Belgard–Rarfin.

## Geschichte
Klein Reichow war ein altes Lehen derer von Podewils. Im Jahr 1732 bestand es aus vier Anteilen, so dass die Besitzer häufig wechselten. Friedrich Wilhelm von Podewils vereinigte nochmal das ganze Gut in seiner Hand und verkaufte es 1782 an seinen Schwiegersohn Karl Ernst August von der Groeben. Auf Grund eines Kabinetts-Erlasses des Königs Friedrich Wilhelm III. wurde am 14. Mai 1803 Daniel Ziemer der Besitzer. Seiner Familie gehörte das 300 Hektar große Gut bis 1945.
Im Jahr 1865 lebten 151 Menschen in Klein Reichow, das aus 14 Wohnhäusern, einem Schulgebäude und 19 Wirtschaftsgebäuden bestand.
Bis zum Jahr 1928 war das Guts- und Bauerndorf Klein Reichow eine selbständige Gemeinde. Diese Eigenständigkeit ging verloren, als der Ort in die kleinere Gemeinde Schinz eingegliedert wurde.
Im Jahr 1939 zählte Klein Reichow 200 Einwohner. Der Ort gehörte zum Landkreis Belgard (Persante) und lag im Amts- und Standesamtsbezirk Standemin. Amtsgerichtsbezirk war Belgard. Letzter Bürgermeister vor 1945 war Erich Beilfuß.
Truppen der Roten Armee marschierten am 3. März 1945 in Klein Reichow ein. Im Herbst 1945 begann die Vertreibung der ansässigen Bevölkerung. Klein Reichow kam zu Polen und ist heute als Rychówko ein Ortsteil der Landgemeinde Białogard.

## Kirche

### Kirchengemeinde
Klein Reichow bildete mit Groß Reichow (Rychowo) bis 1945 eine selbständige Kirchengemeinde, die als Tochtergemeinde zum Kirchspiel Standemin gehörte. Das Pfarrhaus allerdings stand in Belgard, von wo ein Seelsorgebezirk in das Kirchspiel hinein reichte.
Die Kirchengemeinde gehörte zum Kirchenkreis Belgard der Kirchenprovinz Pommern in der evangelischen Kirche der Altpreußischen Union. Das Kirchenpatronat für Klein Reichow übten die Gutsbesitzerfamilien Ziemer und Beilfuß aus, für Groß Reichow die Familie von Holtzendorff in Podewils. Von 1937 bis 1945 war die Pfarrstelle vakant, und das Kirchspiel Standemin wurde von Rarfin aus versorgt.
Heute liegt Rychówko im Kirchspiel Koszalin (Köslin) in der Diözese Pommern-Großpolen der polnischen Evangelisch-Augsburgischen Kirche. Kirchort ist Białogard.

### Dorfkirche
Die Kirche in Klein Reichow war ein massiv erbautes Gebäude aus dem Jahre 1857. Sie stand an der Stelle einer alten, baufällig gewordenen Holzkirche von 1608. Doch hat sie kaum hundert Jahre gestanden, denn nach 1945 wurde sie mitsamt der Orgel abgerissen.

## Schule
Bereits im Jahre 1865 hatte Klein Reichow ein eigenes Schulgebäude, das als sehr gut ausgestattet galt.

## Sonstiges
Im Juli 1935 entdeckten Steinschläger im Wald bei Klein Reichow mehrere Hügelgräber aus der Zeit der germanischen Landnahme in Pommern etwa 1400 bis 1200 vor Christi Geburt. Diese Gräber gelten als wichtige Zeugen der ersten Germanenzeit in Hinterpommern.